# Regiunea Gharb-Chrarda-Béni Hssen
Regiunea Gharb-Chrarda-Béni Hssen a fost una dintre cele 16 unități administrativ-teritoriale de gradul I ale Marocului în 1997-2015. Reședința sa era orașul Kenitra.